# Pseudocarapa
Pseudocarapa là chi thực vật thuộc Họ Xoan. Chi chứa các loài sau (danh sách có thể không đầy đủ):
- Pseudocarapa championii, Hemsley